# Шедевр

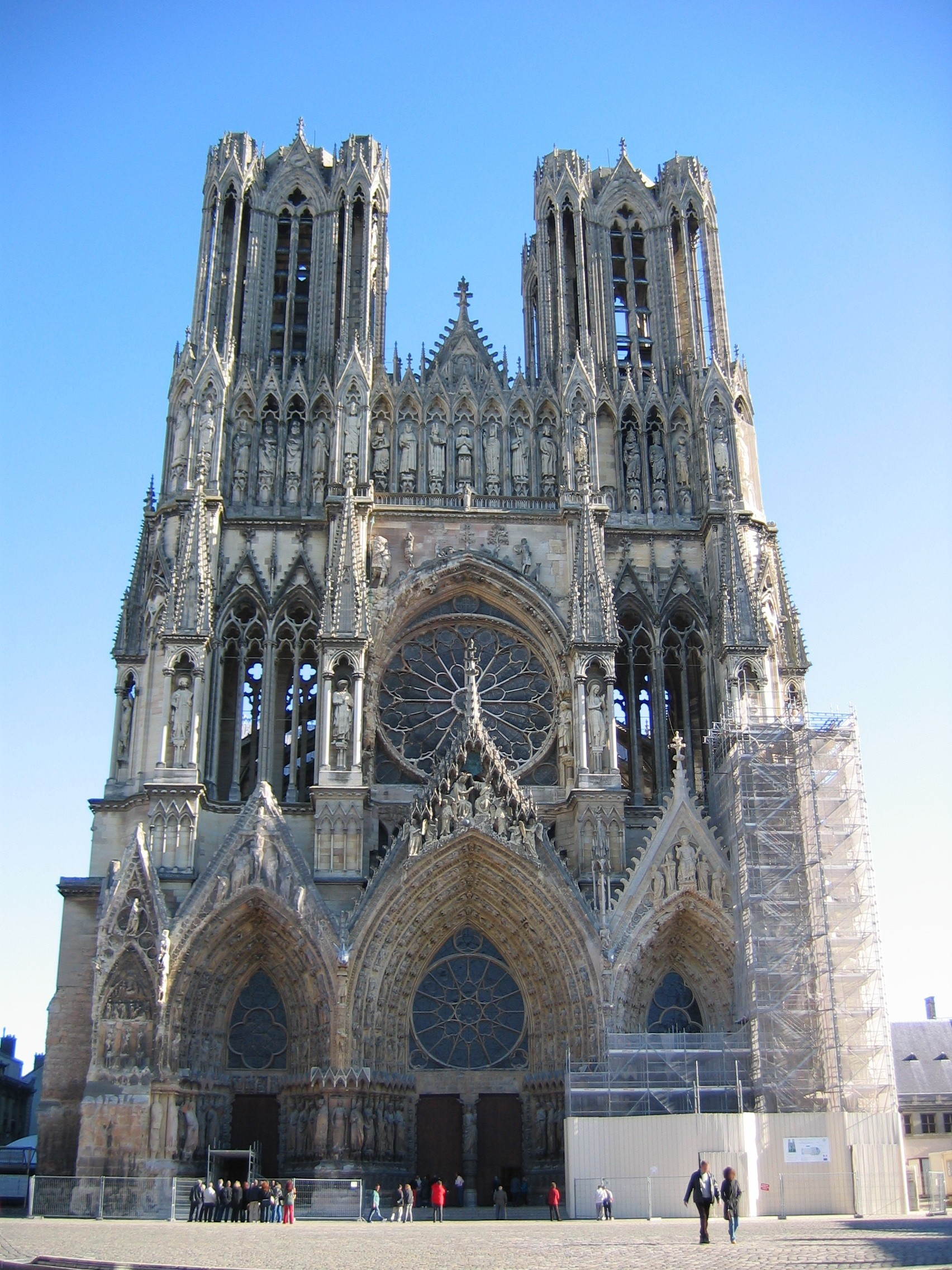
Реймський собор, шедевр готики Франції.

Шеде́вр (від фр. chef d'œuvre — головний твір) — довершений у своєму жанрі твір, що отримав захоплені відгуки від критиків за надзвичайну майстерність.
У початковому сенсі слова шедевр був доказом майстерності, який ремісник-підмайстер повинен був подати на розгляд цеху для того, щоб набути статусу майстра. Нового, сучасного значення слово набуло в кінці 18-го століття, коли у світі почали формуватися у значній кількості музеї, для яких відбиралися твори особливої художньої довершеності.
Шедевр — найкращий витвір мистецтва в якій завгодно галузі чи довершений твір якогось з мистецьких стилів (шедевр доби готики — Реймський собор, шедевр пізнього періоду творчості Тіціана — картина «П'єта», шедевр медальєрного мистецтва — медаль Бенвенуто Челліні «римський папа Клімент 7-й» тощо).

## Цитати
|                    | Шедевр — книжка, про яку всі говорять, і яку ніхто не читає |
| — Ернест Хемінгуей |                                                             |